# 沼沢洽治
沼沢 洽治（ぬまさわ こうじ、1932年12月6日 - 2007年11月16日）は、日本の英文学者、翻訳家。東京工業大学名誉教授。従四位瑞宝中綬章。専攻はアメリカ文学。姓の正式な表記は沼澤。

## 生涯
東京市本郷区本富士町（現文京区）生まれ。父の沼沢東衛は山形県人で医学中央雑誌社取締役。
東京都立日比谷高等学校を経て、1955年、東京大学文学部英文科卒業。1958年、東京大学大学院修士課程修了。1960年～1961年コロンビア大学に留学。
東京工業大学教授。1988年、退任して東京工業大学名誉教授。桐蔭学園横浜大学教授をへて、1996年から2001年まで聖心女子大学文学部教授（外国語外国文学科）。
専門としてはヘミングウェイ、フィッツジェラルドなどロスト・ジェネレーションの作家や、サリンジャー、および現代英米演劇。福田恆存が理事長を務める現代演劇協会に参加、その傘下にある劇団雲、劇団欅、劇団昴において英米戯曲の翻訳も手がけた。
福田恆存、中村保男、谷田貝常夫、横山恵一と読書会「蔦の会」を結成する。
SFファンでもあり、翻訳家としての活動の前半期（1960年代中盤 - 70年代序盤）にはSFの翻訳も行なった。「武器店」二部作、『宇宙船ビーグル号の冒険』（創元版）、『終点: 大宇宙！』などヴァン・ヴォークトのSF作品が有名。他にアイザック・アシモフ「トランター」もの、アルフレッド・ベスター『分解された男』など。
訳書の総計は40ないし50冊。確認できる最古の翻訳は、T・S・エリオット「劇詩問答」で、1960年、中央公論社『エリオット全集・第3巻』に収録された。
英米演劇の翻訳では、アーサー・ミラー『セールスマンの死』、スタインベック『怒りの葡萄』など。
佐伯泰樹は弟子であり共編した『笑いの新大陸 アメリカ・ユーモア文学傑作選』の訳者後書きには「翻訳上の師弟共演」と書かれている。

## 受賞
- 2001 第55回芸術祭演劇部門芸術祭大賞＝「怒りの葡萄」[7]
- 2005 第4回朝日舞台芸術賞グランプリ＝「喪服の似合うエレクトラ」[7]

## 翻訳以外の著述
創作・エッセイ等の著作はないが、公刊された英米文学に関する評論・研究解説が少しある。「サリンジャー文学とニューヨーク」（に所収）、「『ブラック・ヒューマー』作家」（に所収）、『英米文学史講座』の「SF」の章（正確には）など数編。また劇団三百人劇場で公演された翻訳劇の解説が多数ある。

## 主要訳書リスト
- 『燃える導火線』（ベン・ベンスン、東京創元社、創元推理文庫）1962年
- 『暗黒星雲のかなたに』（アイザック・アシモフ、東京創元社、創元推理文庫）1964年
- 『夜への長い旅路』（ユージン・オニール、筑摩書房、世界文学大系 第90）1965年
- 『分解された男』（アルフレッド・ベスター、東京創元社、創元推理文庫）1965年
- 『スクーバ・ドゥーバ』(ブルース・ジェイ・フリードマン、白水社、今日の英米演劇 第5）  1968
- 『シカゴ』（サム・シェパード、竹内書店、現代アメリカ戯曲選集 第1）1969年
- 『地球幼年期の終わり』（アーサー・C・クラーク 、東京創元社、創元推理文庫）1969年
- 『嵐と凪と太陽 - ジプシー・モス号三万マイルの記録』（フランシス・チチェスター、新潮社、人と自然シリーズ） 1970年
- 『ピンター戯曲全集 第1』（ハロルド・ピンター、喜志哲雄,小田島雄志共訳、竹内書店）1970年
- 『海流のなかの島々』（ヘミングウェイ、新潮社）1971年、のち文庫
- 『ファッツ』（ロシェル・オウエンズ、竹内書店、現代アメリカ戯曲選集 2） 1971
- 『皇帝ジョーンズ』（E・オニール、村田元史共訳、白水社、現代世界演劇2） 1971
- 『あいびき』（ノエル・カワード、白水社、現代世界演劇15）1971年
- 『スターン氏のはかない抵抗』（ブルース・ジェイ・フリードマン、白水社）1971年、のち白水Uブックス
- 『宇宙の小石』（アイザック・アシモフ、東京創元社、創元推理文庫）1972年
- 『バナナ魚日和』（サリンジャー、講談社）1973年、のち文庫『九つの物語』
- 『刑事』（ブルース・ジェイ・フリードマン、白水社、新しい世界の文学 71）1975年
- 『ベック氏の奇妙な旅と女性遍歴』（ジョン・アップダイク、新潮社）1976年
- 『ビール・ストリートに口あらば』（ジェイムズ・ボールドウィン、集英社、世界の文学33） 1976年
- 『キリマンジャロの雪 ほか』（ヘミングウェイ、集英社、世界文学全集）1977年
- 『ハロルド・ピンター全集』1 - 3（ハロルド・ピンター、喜志哲雄,小田島雄志共訳、新潮社）1977年
- 『最後の大君 / 皐月祭 / 富豪青年 / バビロン再訪』（フィッツジェラルド、集英社、世界文学全集）1979年、のち文庫『バビロン再訪』
- 『颱風 ： 中短篇小説集2』（ジョゼフ・コンラッド、人文書院）1983年
- 『エデンの園』（ヘミングウェイ、集英社）1989年、のち文庫
- 『青春は川の中に - フライフィッシングと父ヘミングウェイ』（ジャック・H・N・ヘミングウェイ、TBSブリタニカ）1990年
- 『笑いの新大陸』（佐伯泰樹共編訳、白水社、白水社Uブックス、アメリカ・ユーモア文学傑作選）1991年
- 『美しき夫たち』（ジョン・アプダイク、筑摩書房）1993年
- 『シュワーツコフ回想録 - 少年時代・ヴェトナム最前線・湾岸戦争』（ノーマン・シュワルツコフ、新潮社）1994年
- 『戦争特派員 CNN名物記者の自伝』（ピーター・アーネット、新潮社）、1995年
- 『サーシャのしっぽ』（ジャクリーン・デーミアン、飛鳥新社）1996年

### A・E・ヴァン・ヴォークト
- 『宇宙船ビーグル号の冒険』（A・E・ヴァン・ヴォークト、東京創元社、創元推理文庫）1964年
- 『イシャーの武器店』（A・E・ヴァン・ヴォークト、東京創元社、創元推理文庫）1966年
- 『非Aの傀儡』（A・E・ヴァン・ヴォークト、東京創元社、創元推理文庫）1966年
- 『武器製造業者』（A・E・ヴァン・ヴォークト、東京創元社、創元推理文庫）1967年
- 『終点：大宇宙！』（A・E・ヴァン・ヴォークト、東京創元社、創元推理文庫）1973年
- 『時間と空間のかなた』（A・E・ヴァン・ヴォークト、東京創元社、創元推理文庫）1970年

## 主な舞台翻訳[7]
- 「セールスマンの死」（1989年、東京グローブ座、作：アーサー・ミラー、演出：ジョン・ディロン、出演：久米明、劇団昴）
- 「熱いトタン屋根の上の猫」（1994年、三百人劇場、作：テネシー・ウィリアムズ、演出：ジョン・ディロン、出演：久米明）
- 「プレイング・フォア・タイム」（1998年、三百人劇場、作：アーサー・ミラー、演出：村田元史、出演、松谷彼哉、劇団昴）
- 「夜への長い旅路」（2000年、新国立劇場、作：ユージン・オニール、演出：栗山民也、出演：三田和代、津嘉山正種）
- 「怒りの葡萄」（2000年、三百人劇場、原作：J・スタインベック）
- 「転落」（2002年、三百人劇場、劇団昴創立40周年記念上演作品、作：アーサー・ミラー）
- 「喪服の似合うエレクトラ」（2004年、制作：新国立劇場、作：ユージン・オニール、演出：栗山民也、出演：大竹しのぶ、堺雅人）
- 「氷屋来たる」（2007年、制作：新国立劇場、作：ユージン・オニール、演出：栗山民也、出演：市村正親、岡本健一）
- 「うつろわぬ愛」（2007年、制作：劇団昴、作：ロミュラス・リニー、演出：ジョン・ディロン、出演：西本裕之、宮本充）ほか